# Asthenes heterura
Asthenes heterura là một loài chim trong họ Furnariidae.